# العفيف (الشعر)

تعديل مصدري - تعديل

العفيف محلة تابعة لقرية ذى رزن، التابعة لعزلة العبس بمديرية الشعر إحدى مديريات محافظة إب في الجمهورية اليمنية، بلغ تعداد سكانها 60 حسب تعداد اليمن لعام 2004.